# アイリッシュワイン
アイリッシュワインは北ヨーロッパのアイルランドで生産されるワイン。アイルランドのワイン生産は少数のブドウ畑とワイン生産者で行われており、その大部分はコーク県にあり、その他にもダブリン県北部のフィンガル市の集落ラスクにも存在し、「ラスカ」というワインを生産している。アイルランドは、欧州委員会によってワイン生産国として正式に上場されており、この地域が一般的に言われているヨーロッパブドウの北限よりも北の地域であるにもかかわらず、バリーターヒッドハウスエステート (ティペラリー県ケア)、ブラックウォーターバレー葡萄園 (コーク県マロー)、ロングヴィルハウス (コーク県マロー)、ウエストウォーターフォード葡萄園 (ウォーターフォード県カポキン)、およびトーマスウォーク葡萄園 (コーク県キンセール)等の全ての葡萄園でワインを生産している。

## 歴史
アイルランドにおける葡萄園の運営やワインの生産は近年数十年にわたって行われているが、5世紀のキルケニー県のシトー会修道院の修道士が葡萄園を営んでいたように、ワイン生産のためにブドウを栽培しようとする過去の試みが記録として残されており、他の数多くの修道院のコミュニティでもワインを生産していた。

## フルーツワイン
2016年、フルーツワインのMóinéirは、ウィックローウェイワイン社より発売された。2016年以降、ストロベリーワイン、ブラックベリー＆エルダーベリーワインが製造されている。